# Bernardina Lambertini

Stemma dei Lambertini

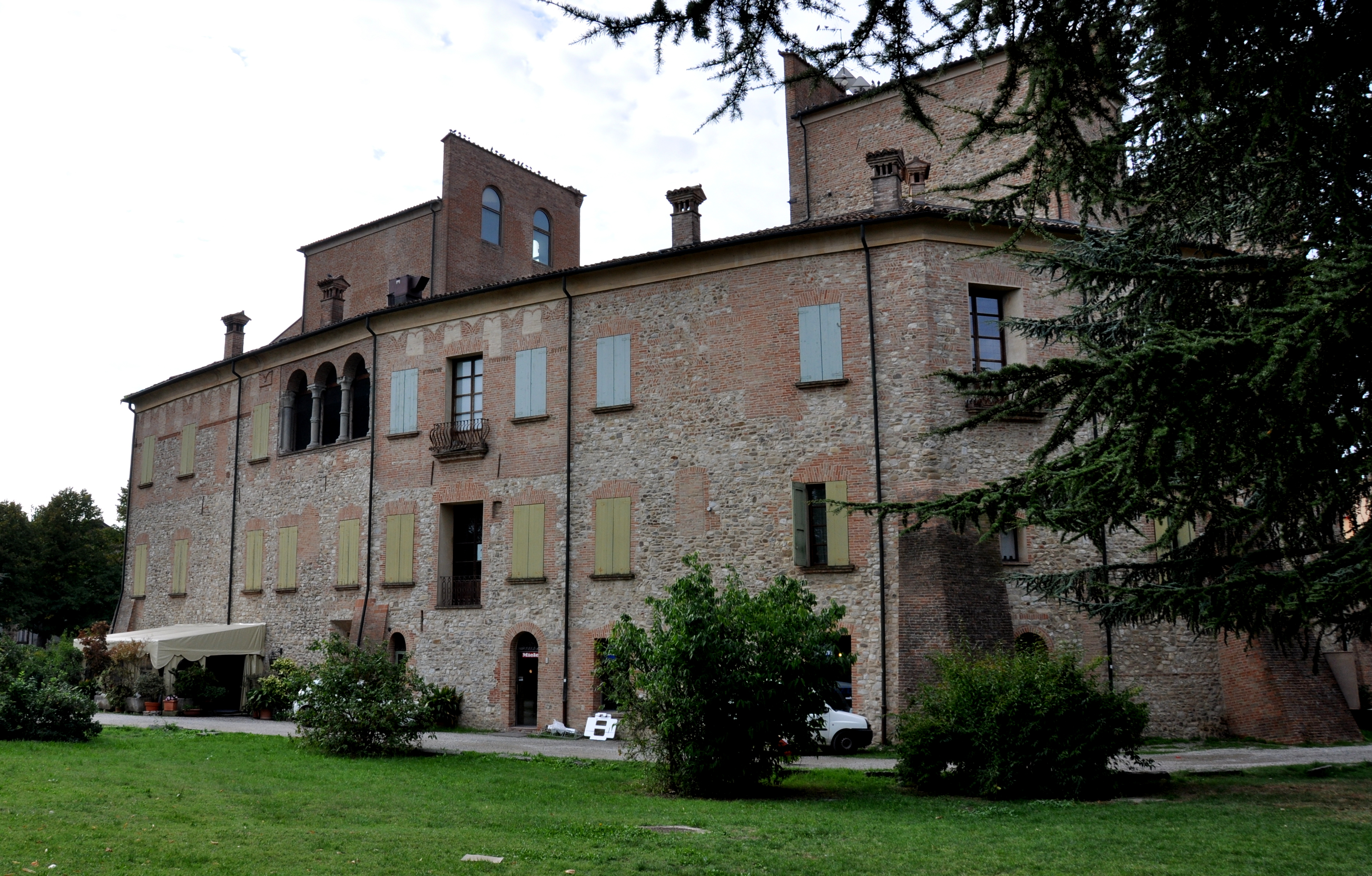
Castello di Arceto

Bernardina Lambertini (... – dopo 1411) è stata una nobildonna italiana.

## Biografia
Era figlia del nobile Egano Lambertini (1325-1395) di Bologna e di Tommasina Castelbarco.
Nel 1441 fu investita dal marchese di Ferrara Niccolò III d'Este del castello di Arceto tolto ai Da Fogliano, ordinando che fosse lasciato al figlio Feltrino.

## Discendenza
Sposò Matteo Boiardo ed ebbero due figli:
- Feltrino (?-1456), letterato
- Carlo (?-1439 ca), vescovo di Modena